# Diabolus in Musica (Album)
Diabolus in Musica ist das siebte Studioalbum der Thrash-Metal-Band Slayer. Es erschien am 9. Juni 1998 bei American Recordings. Das Album wurde von Rick Rubin produziert und in den Oceanway Studios in Los Angeles aufgenommen. Das Album erreichte Platz 31 der US-amerikanischen Charts.

## Entstehungsgeschichte
Das Album wurde von dem American-Records-Labelchef und Produzenten Rick Rubin produziert. Die Aufnahmen fanden in den Oceanway Studios in Los Angeles statt.
Diabolus in Musica markierte die Rückkehr von Paul Bostaph, der nach Divine Intervention ausgestiegen war, um sein Soloprojekt The Truth About Seafood voranzutreiben. Rechtzeitig zu den Aufnahmen kehrte er zu Slayer zurück, nachdem er nach den Aufnahmen zum Album Undisputed Attitude durch Jon Dette von Testament ersetzt worden war. Paul Bostaph bezeichnete das Album im Nachhinein als seine liebste Arbeit mit Slayer, da die Gruppe hier so experimentell sei wie niemals zuvor.
Der Albumtitel ist eine veraltete Bezeichnung für den Tritonus.

## Musikstil

Bandschriftzug auf Diabolus in Musica

Ein Großteil der Gitarrenriffs wurde von Jeff Hanneman geschrieben. Hanneman bediente sich einiger Elemente des Nu Metal, die den Sound der Band modernisierten, aber dennoch am Thrash Metal festhielten. Insbesondere arbeitete Slayer auf diesem Album weniger mit Aggressivität und Schnelligkeit, sondern legte mehr Wert auf Groove.
Dies führte bei Fans der ersten Stunde zu Entrüstung. Auch das modernisierte Bandlogo auf dem Albumcover wurde kontrovers diskutiert. Das neue Bandlogo enthielt keine Sig-Rune mehr und zeigte die Buchstaben einzeln, statt aufeinander aufbauend. Das Album gilt heute als „eher unwichtiges Album im Slayer-Katalog“.

## Titelliste

### Titelliste Standard-Version
1. Bitter Peace – 4:32
2. Death’s Head – 3:34
3. Stain of Mind – 3:24
4. Overt Enemy – 4:41
5. Perversions of Pain – 3:33
6. Love to Hate – 3:07
7. Desire – 4:20
8. In the Name of God – 3:40
9. Scrum – 2:16
10. Screaming From the Sky – 3:12
11. Point – 4:11

Neben der Version mit den elf Standard-Tracks existieren noch eine japanische Version mit zwei Bonus-Tracks (Wicked und Ungard) und eine Limited-Version mit einer Bonus-CD mit unveröffentlichten Liveversionen bekannter Stücke und einem der beiden Japan-Bonus-Tracks.

### Titelliste Limited-Version
CD 1 (Standard-Version inklusive Wicked)
1. Bitter Peace – 4:32
2. Death’s Head – 3:34
3. Stain of Mind – 3:24
4. Overt Enemy – 4:41
5. Perversions of Pain – 3:33
6. Love to Hate – 3:07
7. Desire – 4:20
8. In The Name of God – 3:40
9. Scrum – 2:16
10. Screaming From the Sky – 3:12
11. Wicked – 6:00
12. Point – 4:11

CD 2 (Bonus-CD)
1. Raining Blood 2:32
2. Angel of Death 5:21
3. Mandatory Suicide – 4:01
4. Chemical Warfare – 5:32
5. Dittohead – 2:37
6. South of Heaven – 4:25

## Erfolge
Das Album platzierte sich in allen relevanten Plattenmärkten im Mittelfeld. In Deutschland erreichte das Album Platz 32 und in den USA Platz 31. Die höchste Chartplatzierung erreichte es im Vereinigten Königreich mit Platz 27. Im Vergleich zum letzten Studioalbum Divine Intervention bedeutete dies einen Rückschritt. Das dazwischenliegende Coveralbum Undisputed Attitude hatte dagegen ähnliche Chartplatzierungen vorzuweisen. Insgesamt verkaufte sich das Album in den Vereinigten Staaten 290.000 mal und damit am schlechtesten von allen 1990er Alben der Gruppe.

## Songinfos
Während der Aufnahmen des Albums gab es zum ersten Mal Probleme mit der christlichen Gesinnung von Tom Araya. Araya zeigte sich irritiert wegen des Textes zu In the Name of God, den Kerry King verfasst hatte. In dem Lied ist die Textzeile „Antichrist is the name of God“ enthalten, die ihm sauer aufstieß.